# Organización territorial de Madagascar
Madagascar es un estado unitario e insular que se subdivide en cuatro niveles: 22 regiones (faritra), 114 distritos (fivondronana), 1693 comunas (firaisana) y 17 485 pueblos (fokontany).

## Historia
En 1959, cuando la isla de Madagascar formalizó su independencia y organizó su primera república, su constitución definía las provincias y las comunas como entidades territoriales descentralizadas.

Provincias de Madagascar.

En 1960, la subdivisión administrativa de Madagascar se basó en la siguiente jerarquía:
1. provincias (provinces)
2. prefecturas (préfectures)
3. subprefecturas (sous-préfectures)
4. cantones (cantons)
5. pueblos (villages)
6. fracciones (hameaux)

Durante la segunda eepública (1973-1992) se reformó el sistema administrativo en cinco niveles, y las unidades administrativas perdieron la denominación francesa, reemplazada por su equivalente malgache. Esta nueva subdivisión se presenta a continuación; tenga en cuenta que la traducción de los términos malgaches no es unívoca.
1. provincias (faritany), que se convertirían temporalmente en provincias autónomas (faritany mizaka-tena)
2. distritos (fivondronana o fivondronam-pokontany), correspondientes a las antiguas prefecturas y subprefecturas
3. comunas (firaisana o firaisam-pokontany), antiguos cantones
4. pueblos o aldeas (fokontany)
5. las antiguas comunidades aldeanas tradicionales (fokonolona).

Regiones de Madagascar.

Después de la redacción de la nueva constitución de 1992, en 1994, la Asamblea Nacional reorganizó de nuevo el sistema administrativo, introduciendo las regiones (faritra) como nivel intermedio entre la provincia y el distrito, y una nueva nomenclatura para los niveles posteriores. A través de la ley 93-005 se dieron a conocer las reglas para la definición de los entes locales, que serían las regiones, departamentos (distritos) y municipios (comunas). Sobre esta base, la ley 94-001 cuenta entonces 28 regiones, 158 departamentos y 1295 municipios.
La revisión de 1998 de la constitución de 1992 reintrodujo las provincias: 

Las provincias autónomas son autoridades públicas dotadas de personalidad jurídica así como autonomía administrativa y financiera.

Las regiones y municipios se fundaron bajo la autoridad de estas provincias autónomas.
La ley 2004-001 del 17 de junio de 2004 recrea 22 regiones sin quitar el rol administrativo de las provincias:

Las regiones serán tanto colectividades territoriales descentralizadas como distritos administrativos.

La revisión de 2007 de la constitución de 1992 ratificó esta jerarquía territorial en regiones y comunas, y quitó todo protagonismo a las provincias.
Desde entonces, las subdivisiones de Madagascar se dividen en cuatro niveles distintos:
1. las regiones (faritra);
2. los distritos (departemanta, muchas veces también conocidos con el nombre anterior fivondronana, singular fivondrona);
3. las comunas urbanas (firaisana o kaominina);
4. los pueblos o aldeas (fokontany).

## Divisiones administrativas

### Regiones
Madagascar está subdividida en 22 regiones (faritra). Estas antes conformaban las divisiones nacionales de segundo nivel, pero tras la disolución de las 6 provincias clásicas el 4 de octubre de 2009, se convirtieron en las divisiones de primer nivel.

Mapa de las actuales regiones de Madagascar.

| Número en el mapa | Nombre                           | Área (km²) | Población (estimación de 2004) | Densidad | Capital                  |
| ----------------- | -------------------------------- | ---------- | ------------------------------ | -------- | ------------------------ |
| 1                 | Diana                            | 19,266     | 485,800                        | 25.2     | Antsiranana              |
| 2                 | Sava                             | 25,518     | 805,300                        | 31.6     | Sambava                  |
| 3                 | Itasy                            | 6,993      | 643,000                        | 91.9     | Miarinarivo              |
| 4                 | Analamanga                       | 16,911     | 2,811,500                      | 166.3    | Antananarivo-Renivohitra |
| 5                 | Vakinankaratra                   | 16,599     | 1,589,800                      | 95.8     | Antsirabe I              |
| 6                 | Bongolava                        | 16,688     | 326,600                        | 19.6     | Tsiroanomandidy          |
| 7                 | Sofía                            | 50,100     | 940,800                        | 18.8     | Antsohihy                |
| 8                 | Boeny                            | 31,046     | 543,200                        | 17.5     | Mahajanga I              |
| 9                 | Betsiboka                        | 30,025     | 236,500                        | 7.9      | Maevatanana              |
| 10                | Melaky                           | 38,852     | 175,500                        | 4.5      | Maintirano               |
| 11                | Alaotra-Mangoro                  | 31,948     | 877,700                        | 27.5     | Ambatondrazaka           |
| 12                | Atsinanana (Este)                | 21,934     | 1,117,100                      | 50.9     | Toamasina I              |
| 13                | Analanjirofo                     | 21,930     | 860,800                        | 39.3     | Fenerive Est             |
| 14                | Amoron'i Mania                   | 16,141     | 693,200                        | 42.9     | Ambositra                |
| 15                | Haute Matsiatra (Alto Matsiatra) | 21,080     | 1,128,900                      | 53.5     | Fianarantsoa I           |
| 16                | Vatovavy-Fitovinany              | 19,605     | 1,097,700                      | 56.0     | Manakara                 |
| 17                | Atsimo-Atsinanana (Sureste)      | 18,863     | 621,200                        | 32.9     | Farafangana              |
| 18                | Ihorombe                         | 26,391     | 189,200                        | 7.2      | Ihosy                    |
| 19                | Menabe                           | 46,121     | 390,800                        | 8.5      | Morondava                |
| 20                | Atsimo-Andrefana (Suroeste)      | 66,236     | 1,018,500                      | 15.4     | Toliara I                |
| 21                | Androy                           | 19,317     | 476,600                        | 24.7     | Ambovombe Androy         |
| 22                | Anosy                            | 25,731     | 544,200                        | 21.1     | Taolagnaro               |

### Comunas
Madagascar está dividida en 1693 comunas, cada una con un consejo municipal y un alcalde elegido por cuatro años consecutivos.
Finalmente, la capital Antananarivo tiene un estatus especial debido a la gran cantidad de población, sus 6 distritos suman aproximadamente 1 620 000 habitantes en 2015.